# Quettetot
Quettetot is een plaats en voormalige gemeente in het Franse departement Manche in de regio Normandië en telt 562 inwoners (1999).
Op 1 januari 2016 fuseerde Quettetot met Bricquebec, Les Perques, Saint-Martin-le-Hébert, Le Valdécie en Le Vrétot tot de huidige gemeente Bricquebec-en-Cotentin. Deze gemeente maakt deel uit van het arrondissement Cherbourg.

## Geografie
De oppervlakte van Quettetot bedraagt 12,3 km², de bevolkingsdichtheid is 45,7 inwoners per km².
De onderstaande kaart toont de ligging van Quettetot met de belangrijkste infrastructuur en aangrenzende gemeenten.

## Demografie
Onderstaande figuur toont het verloop van het inwonertal (bron: INSEE-tellingen).

Bricquebec · Les Perques · Quettetot · Saint-Martin-le-Hébert · Le Valdécie · Le Vrétot